# Amata magnopupillata
Amata magnopupillata är en fjärilsart som beskrevs av Emilio Berio 1941. Amata magnopupillata ingår i släktet Amata och familjen björnspinnare. Inga underarter finns listade i Catalogue of Life.